# Nervus pterygoideus lateralis

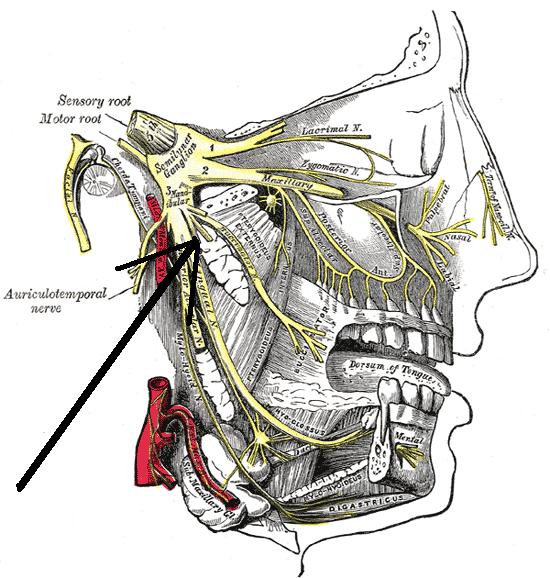
Az arc idegei (a nyíl mutatja az apró idegeket)

A nervus pterygoideus lateralis a musculus pterygoideus lateralis izom idege (az izom mély felszínén lép be)  mely gyakran együtt fut a nervus buccinator-ral. A nervus mandibualris egyik ága.